# Ranjeve, Odesa
Ranjeve (în ucraineană Ранжеве) este un sat în comuna Vîzîrka din raionul Odesa, regiunea Odesa, Ucraina.

## Demografie
Componența lingvistică a localității Ranjeve
     Ucraineană (91,67%)
     Rusă (8,33%)
Conform recensământului din 2001, majoritatea populației localității Ranjeve era vorbitoare de ucraineană (91,67%), existând în minoritate și vorbitori de rusă (8,33%).